# Бовоар де Марк
Бовоар де Марк (фр. Beauvoir-de-Marc) насеље је и општина у источној Француској у региону Рона-Алпи, у департману Изер која припада префектури Вјен.
По подацима из 2011. године у општини је живело 1.049 становника, а густина насељености је износила 93,08 становника/km². Општина се простире на површини од 11,27 km². Налази се на средњој надморској висини од 350 метара (максималној 456 m, а минималној 306 m).

## Демографија
| 1962. | 1968. | 1975. | 1982. | 1990. | 1999. | 2011. |
| ----- | ----- | ----- | ----- | ----- | ----- | ----- |
| 426   | 448   | 469   | 706   | 803   | 954   | 1.049 |

График промене броја становника у току последњих година